# Хасуноикэ (княжество)

Мон рода Набэсима

Княжество Хасуноикэ (яп. 蓮池藩 Хасуноикэ-хан) — феодальное княжество (хан) в Японии периода Эдо (1642—1871). Хасуноикэ-хан располагался в провинции Хидзэн (современная префектура Сага) в регионе Кюсю.
Дочернее княжество Сага-хана.

## История
Княжество управлялось родом Набэсима, который принадлежал к тодзама-даймё и имел статус правителя лагеря (яп. 陣屋). Главы рода имели право присутствовать в вербовом зале (яп. 柳間) сёгуна. Княжество имело административным центром город Хасуноикэ уезда Сага (современный город Сага префектуры Сага) и приносило доход в 52 000 коку риса.
Хасуноикэ-хан был ликвидирован в 1871 году. Первоначально на территории княжества была образована префектура Хасуноикэ, которая затем была включена в состав префектуры Сага.
В период Бакумацу (1853—1869) 9-й и последний даймё Хасуноикэ Набэсима Наотада по распоряжению сёгуната Токугава в 1854 году взял на себя ответственность за оборону района Нагасаки от возможных нападений со стороны иностранных кораблей. В 1864 году Наотада направил свой отряд в Киото, чтобы помочь силам сёгуната в поддержании общественного порядка. Во время Войны Босин (1868—1869) даймё Хасуноикэ перешел на сторону Союза Саттё и отправил воинский контингент под командованием своего младшего брата против Северного Союза в поддержку императора Мэйдзи.
В 1884 году Набэсима Наотада и его наследники получили от императора титул виконта (сисяку) в системе кадзоку.

## Даймё Хасуноикэ-хана
| № | Имя               | Имя      | Годы правления | Годы жизни | Примечания                     |
| - | ----------------- | -------- | -------------- | ---------- | ------------------------------ |
| 1 | Набэсима Наодзуми | 鍋島直澄 | 1642—1665      | 1616—1669  | Пятый сын Набэсимы Кацусигэ    |
| 2 | Набэсима Наоюки   | 鍋島直之 | 1665—1708      | 1643—1725  | Второй сын предыдущего         |
| 3 | Набэсима Наонори  | 鍋島直称 | 1708—1717      | 1667—1736  | Пятый сын Набэсимы Наодзуми    |
| 4 | Набэсима Наоцунэ  | 鍋島直恒 | 1717—1749      | 1702—1749  | Второй сын Набэсимы Наонори    |
| 5 | Набэсима Наооки   | 鍋島直興 | 1750—1757      | 1730—1757  | Старший сын Набэсимы Наоцунэ   |
| 6 | Набэсима Наохиро  | 鍋島直寛 | 1757—1773      | 1746—1773  | Четвёртый сын Набэсимы Наоцунэ |
| 7 | Набэсима Наохару  | 鍋島直温 | 1774—1816      | 1766—1825  | Старший сын Набэсимы Наохиро   |
| 8 | Набэсима Наотомо  | 鍋島直与 | 1816—1845      | 1798—1864  | Седьмой сын Набэсимы Харусигэ  |
| 9 | Набэсима Наотада  | 鍋島直紀 | 1845—1871      | 1826—1891  | Старший сын Набэсимы Наотомо   |